# 톰 브래들리
토머스 (톰) 브래들리(Thomas (Tom) Bradley, 1917년 12월 29일 ~ 1998년 9월 29일)는 미국의 민주당 정치인으로 1973년부터 1993년까지 제38대 로스앤젤레스 시장을 지냈다.  그는 로스앤젤레스 시장을 지내는 데 단 하나의 아프리카계 미국인으로 지내오고 시장직에서 그의 20년 세월은 도시 역사상 여러 시장에 의하여 가장 장기적 재직에 특정을 지었다.  그의 1973년 선거는 그를 주요 미국 도시의 두번째 아프리카계 미국인 시장으로 만들었다.  브래들리는 1992년 로스앤젤레스 폭동 이후 자신의 지지율이 떨어지기 시작한 후 이듬해 퇴직하였다.  브래들리는 1982년과 1986년 캘리포니아주지사를 위하여 비성공적으로 출마하였고 각각의 시간에 공화당 소속의 조지 듀크메이전에 의하여 꺾였다.  1982년 그의 좁고 기대하지 않은 패배에 기초를 두는 데 나타난 인종적 역학은 정치적 용어 브래들리 효과를 탄생시켰다.  1985년 그는 전미 흑인 지위 향상 협회에 의하여 스핑건 훈장이 수여되었다.

## 어린 시절과 교육
노예의 손자로 텍사스주 캘버트에서 작은 통나무집에 살았던 가난한 소작인들 리 토머스와 크레너 브래들리에게 태어났다.  그는 4명의 형제·자매 - 로런스, 윌라 메이, 엘리스 (뇌성마비를 가졌음)와 하워드가 있었다.  가족은 애리조나주로 목화를 따러 이주하였다가 그러고나서 1924년 부친이 샌터페이 철도 운반인 그리고 모친이 가정부였던 로스앤젤레스의 템플-앨버라도 지역에 정착하였다.  
브래들리는 로즈몬트 초등학교, 라파예트 중학교와 존 H. 프랜시스 기술 고등학교를 다녔으며 고교 시절에 그는 보이스 리그의 회장으로 선출되는 데 첫 흑인이자 처음으로 에페비언 우등생 클럽으로 헌액되었다.  그는 트랙 팀의 주장이자 고등학교 미식축구 팀을 위하여 전도시 태클이었다. 1937년 그는 육상 장학금에 캘리포니아 대학교 로스앤젤레스에 입학하였다.  대학 재학 동안 그가 가진 직업들 중에는 희극인 지미 듀란트를 위하여 사진가였다.

## 경력
1940년 브래들리는 로스앤젤레스 경찰국에 가입하러 자신의 전공들을 떠났다.  그는 경찰국의 4,000명 경찰관들 중에 "겨우 400명의 흑인들" 중의 하나가 되었다.  그는 "자신이 경찰관이었어도 자신에게 신용을 거부했던 시내 백화점, 그리고 흑인을 시중들지 않으려 했던 식당들"을 상기하였다.  그는 타임스 기자에게 다음과 같이 말하였다. -
내가 부서에 왔을 때 흑인 경찰관을 위하여 말 그대로 2개의 과제가 있었다.  당신은 우세하게 흑인 공동체를 가진 뉴턴 스트리트 부서에 일했거나 시내에서 교통 사고를 당햇을 것이다.  당신은 백인 경찰관과 함께 일할 수 없었고 그것은 1964년까지 지속되었다.
브래들리와 에셀 아널드는 뉴호프 침례교회에서 만나 1941년 5월 4일에 결혼하였다.  그들은 3명의 딸들이 있었는 데 로레인, 필리스와 태어난 날에 죽은 아기가 있었다.  그와 그의 부인은 라이머트 파크에서 자신들의 첫 집을 사는 데 그러고나서 도시의 거의 전체 백인 구역인 크렌쇼로 백인 중계인을 필요로 했다.
경찰관이었던 동안 브래들리는 사우스웨스턴 로스쿨에서 수학하고 있었고 경찰국으로부터 퇴직했을 때 변호사로서 일을 시작하였다.  1993년 시장직을 떠나면서 그는 국제 무역 문제들을 전문으로 하는 브로벡, 플레거 앤드 해리슨 법률 사무소에 가입하였다.  

## 정계 입문
그의 정계 입문은 브래들리가 유나이티드 클럽의 회장이 되는 데 결정했을 때 왔다.  클럽은 애들레이 E. 스티븐슨의 대통령 선거 운동에 의하여 활력을 얻은 젊은 민주당원들에 의하여 1950년대에 결성된 자유주의, 개혁주의 단체인 캘리포니아주 민주당 평의회의 일부였다.  그것은 주로 우세하게 백인이었고 많은 유대인 회원들을 가져 너무 많이 그를 선거 승리로 이끌 라티노들과 더불어 연합의 시작을 알렸다.
민주당 동아리의 그의 선택은 또한 아프리카계 미국인 공동체, 제시 M. 언루의 정치 조직과 협력하고 있었던 가난한 전흑인 지역들의 대표들 그러고나서 떠오르는 주의 의원에 또다른 정치력과 그를 대립하게 하였다.  브래들리의 정치 경력의 초기 단계는 한번 캘리포니아주 부지사이자 언루의 동맹자 전 하원 머빈 디몰리 같은 아프리카계 미국인 지도자들과 충돌로 표시되었다.

## 시의회

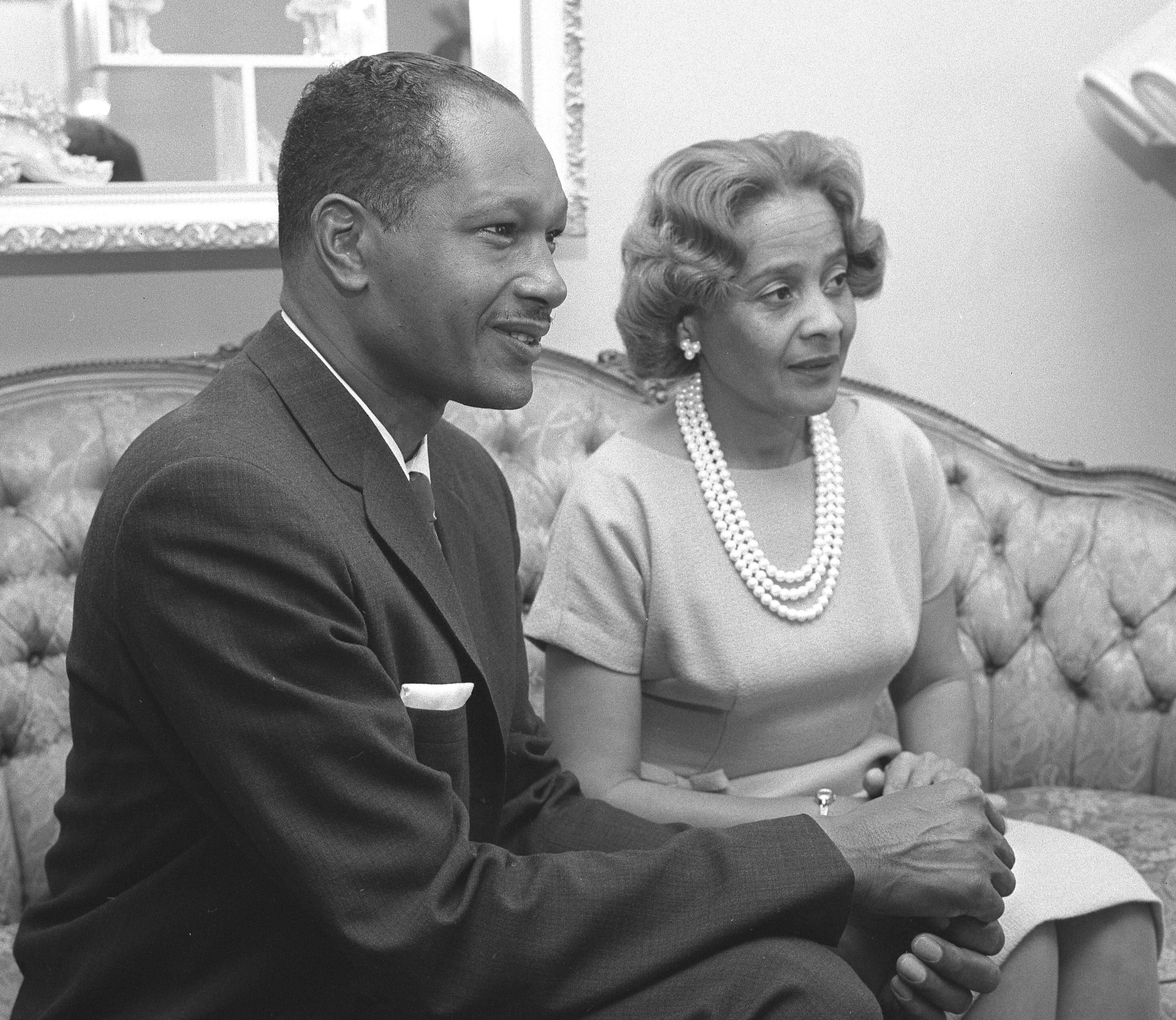
시의회에 선출된 후 부인 에셀 여사와 함께 (1963년)

브래들리는 자신이 아직도 웰런드 애비뉴 3397 번지에 살던 경찰 경위였을 때 1961년 6월 제10구역 의석을 신청하였고, 자신이 도시 관제사로 선출되었을 때 직위는 찰스 나바로에 의하여 비워졌다.  빈자리를 매우는 데 권력을 가졌던 시의회는 대신 조 E. 홀링스워스를 임명하였다.
1963년 4월 그는 홀링스워스를 상대로 나갔다.  거기에는 단 2명의 후보들 - 홀링스워스와 브래들리 만이었고 또한 2개의 선거들 - 6월 30일에 끝난 나바로에 의하여 남겨진 만기되지 않은 기간을 위해서와 7월 1일에 시작된 완전한 4년 기간을 위해서가 있었다.  브래들리는 첫 선거에서 17,760 대 10,540에 의하여, 그리고 두번째 선거에서 17,552 대 10,400에 의하여 승리하였다.  그때 그는 경찰로부터 퇴직을 하고 4월 15일 45세의 나이에 시의원으로서 선서되어 "여태까지 시의회에 선출되는 데 첫 니그로"였다.
논쟁적 주제에 그가 만든 첫 투표들 중의 하나는 도시 검사 로저 아니버그와 시의회에 의하여 11 대 4의 투표에 명령이 내려진 미국 속어 사전의 경찰국장 윌리엄 H. 파커에 의하여 제안된 연구에 그의 반대였다.  시의원 톰 셰퍼드의 운동은 책이 "성적인 더러운 문구와 뿐만 아니라 소수 민족 단체들의 명예를 훼손하는 말과 종교와 인종들을 모욕하는 한정과 포화되었다"고 말했다.
다음달에 브래들리는 로스앤젤레스 타임스 기자 리처드 버그홀즈에게 자신이 "왜 자신이 공개 시위에 참가하지 않는가에 의문되어 왔다.  그의 응답:시의원으로서 그긔 권력은 단체들을 하나로 모으는 데 가장 잘 사용될 수 있고 그것이 그의 시간과 에너지가 쓰여져야 할 곳이다."라고 말했다.  그는 자신이 도시에서 인간 관계 위원회를 설립하는 데 일을 할 것이라고 말했다.

## 시장을 위한 선거 운동

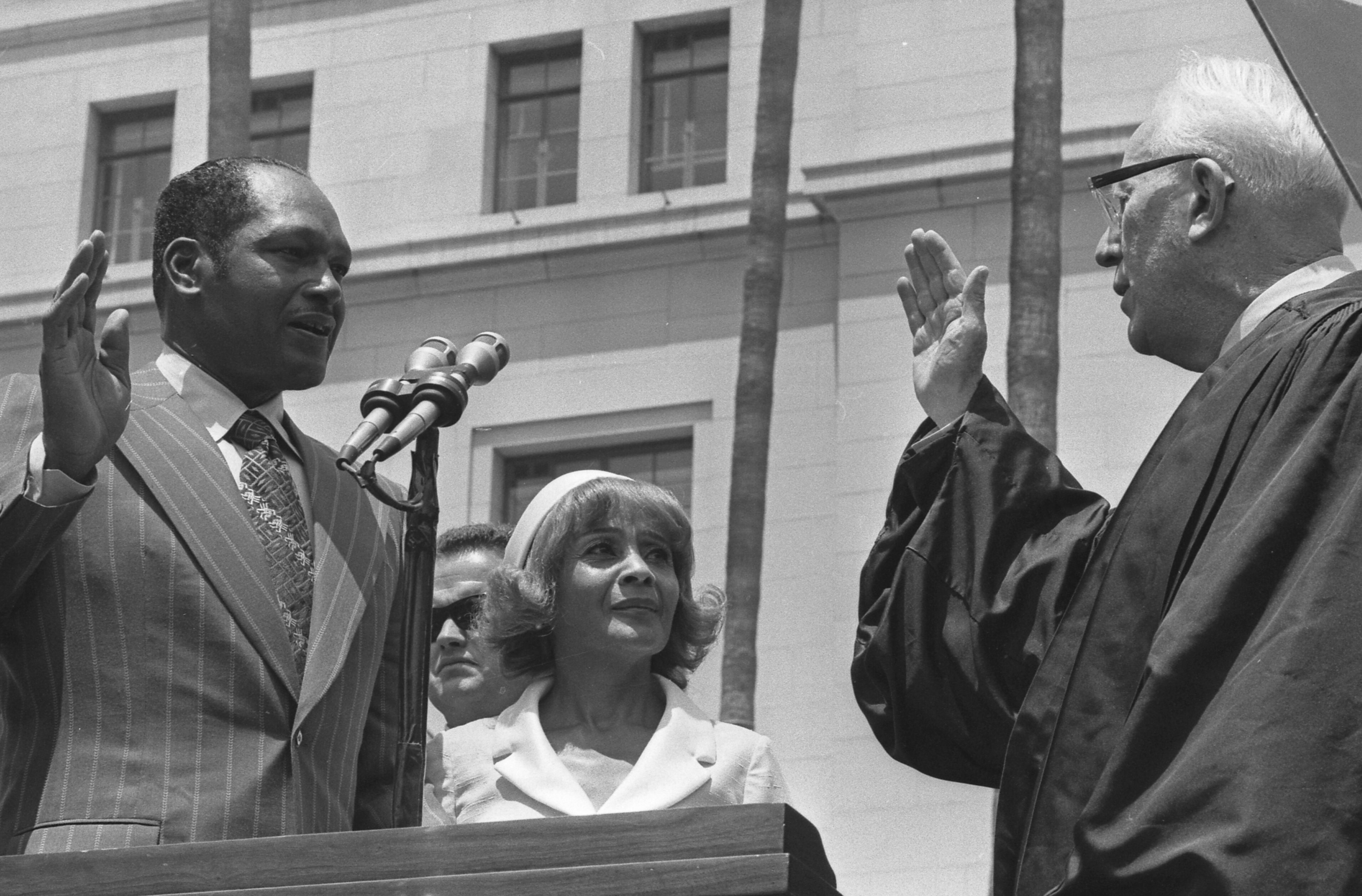
전 대법관 얼 워런에 의하여 시장으로서 선서된 브래들리 (1973년)

1969년 브래들리는 선거가 초당파적이었어도 처음으로 보수적 민주당원 (이후에 공화당원)인 현직 시장 샘 요티를 도전하였다.  로스앤젤레스 타임스를 포함한 주요 승인과 무장한 브래들리는 예비 선겅서 요티에 대해 상당한 우위를 점하고 있었으나 경주에서 완전히 승리하는 것의 몇 퍼센트가 부족하였다.  하지만 결선에서 애버게일 폴저와 로스앤젤레스 지역 의원 앨폰조 벨 같은 지지자들을 당황하게 만드는 데 요티는 자신이 인종적 정치를 했기 때문에 주로 재선을 이기는 데 승리의 뒤에서 놀라운 일을 당했다.  요티는 범죄를 싸우는 것에 브래들리의 신뢰성에 의문을 제기하고 그가 아마도 두려워하는 흑인 민족주의자들에게 도시를 열 것이기 때문에 로스앤젤레스로 위협으로서 그의 동료 민주당원 브래들리의 그림을 그렸다.  브래들리는 선거에서 경찰관으로서 자신의 기록을 이용하지 않았다.  인종적 요인으로 많은 자유주의적 백인 투표인들 마저 브래들리를 지지하는 데 주저하게 되었다.  브래들리가 요티를 쫓아내기 전에 1973년에 또다른 4년이 될 것이었다.

## 로스앤젤레스 시장

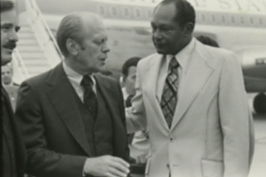
제럴드 포드 대통령과 함께 (1976년)

처음에 막강한 시내의 비지니스 이해 관계는 그를 반대하였다.  그러나 1974년 재개발 계획의 통과와 영향력 있는 위원회들의 비지니스 지도자들의 포함과 함께 기업의 수장들은 그의 뒤로 편안하게 움직였다.  이 계획의 중요한 특징은 벙커 힐 금융 구역에서 다수의 마천루들의 개발과 건설이었다.
시장으로서 브래들리의 재직 기간 동안 로스앤젤레스는 부국장 로버트 F. 록의 잠시 임시 기간 후에 로스앤젤레스 경찰국의 논쟁적이고 솔직한 국장으로서 에드윈 M. 데이비스의 경력의 종말, 1978년 그들의 오래 지속되고 또한 논쟁적 후임자로서 대릴 게이츠의 상승, 1979년 도시의 첫 동성애자 권리 법안의 브래들리의 서명, 1981년 도시의 200 주년 기념과 에이즈의 발견, 1984년 하계 올림픽의 개최, 국가에서 두번째로 인구가 가장 많은 도시로서 시카고를 앞서고 도시와 아마 미국의 첫 에이즈 차별 반대 법안에 그의 서명, 늘어나는 노숙, 1980년대 후반 동안 크랙 코카인과 그것과 관련된 갱단 그리고 1987년 교황 요한 바오로 2세의 환영을 보았다.  1991년 로드니 킹의 녹화된 사건과 브래들리가 사실상 이미 훨씬 더 나쁜 긴장된 상황"을 만들었을 것을 일부 비평가들이 말한 1992년 로스앤젤레스 폭동과 크리스토퍼 위원회의 형성도 또한 그의 시각에 일어났다.  
브래들리는 센추리시티와 워너 센터에 위성 비지니스 허브들을 개발하는 도움을 주면서 도시의 재정적 성공으로 공헌하는 도움을 주었다.  브래들리는 로스앤젤레스의 라이트 레일 네트워크의 건설의 원동력이었다.  그는 또한 로스앤젤레스 국제 공항의 확장과 오늘날 이용되는 터미널들의 개발을 추진하기도 했다.  톰 브래들리 인터내셔널 터미널은 그의 영예에 이름을 땄다.
브래들리는 로스앤젤레스 시장으로서 20년을 지내 그 직무에 가장 장기적 재직 기관과 함께 플레처 바우런을 앞섰다.  브래들리는 지미 카터 행정부에서 자신이 거절한 내각 수준의 직위를 제공받기도 했다.  1984년 민주당 대통령 후보 월터 먼데일은 뉴욕 퀸스의 하원 제럴딘 페라로에게 결국적으로 간 부통령 후보 지명을 위하여 최종자로서 브래들리를 숙고하였다.
브래들리가 정치적 자유주의자였어도 그는 비지니스의 번영은 전체의 도시를 위하여 좋았고 자신의 후임자 리처드 리오던과 것과 전혀 다르지 않은 전망인 직업들을 발생시킬 것을 믿었다.  브래들리의 장기적 행정부의 대부분을 위하여 도시는 그와 함께 동의하는 데 나타났다.  그러나 그의 4번째 기간에 교통 혼잡으로 샌터 모니카 베이의 공해와 상태가 악화되었고 상업적 개발에 의하여 위협을 받은 주거 지역들과 함께 경향이 바뀌기 시작하였다.  1989년 그는 5번째 기간을 위하여 선출되었으나 로스앤젤레스 시의회로 초보자이자 시장 경주로 매우 늦은 참가자에 불구하고 투표의 3분의 1을 끌어들이는 상대 후보 네이트 홀던의 능력은 브래들리의 시대가 끝나고 있음을 알렸다.
그의 정치력의 경고에서 다른 요인들은 자신을 뒤집는 그의 결정과 퍼시픽팰리세이즈 근처에 논쟁적 석유 시추 프로젝트 후원 그리고 로스앤젤레스와 다른 곳에서 많은이들이 반유대주의로 숙고했던 연설들을 한 블랙 무슬림의 지도자 루이스 파라칸을 비난하는 데 꺼리는 그의 태도였다.  더욱 나가서 어떤 주요 브래들리 지지자들은 그들의 시의회 재선 입찰을 패하였으며 그들 중에 베테랑 웨스트사이드 여성 시의원 팻 러셀이 있었다.  브래들리는 1993년 6번째 기간으로 선거를 추구하기 보다 직무를 떠나기로 선택하였다.

## 주지사 선거 운동

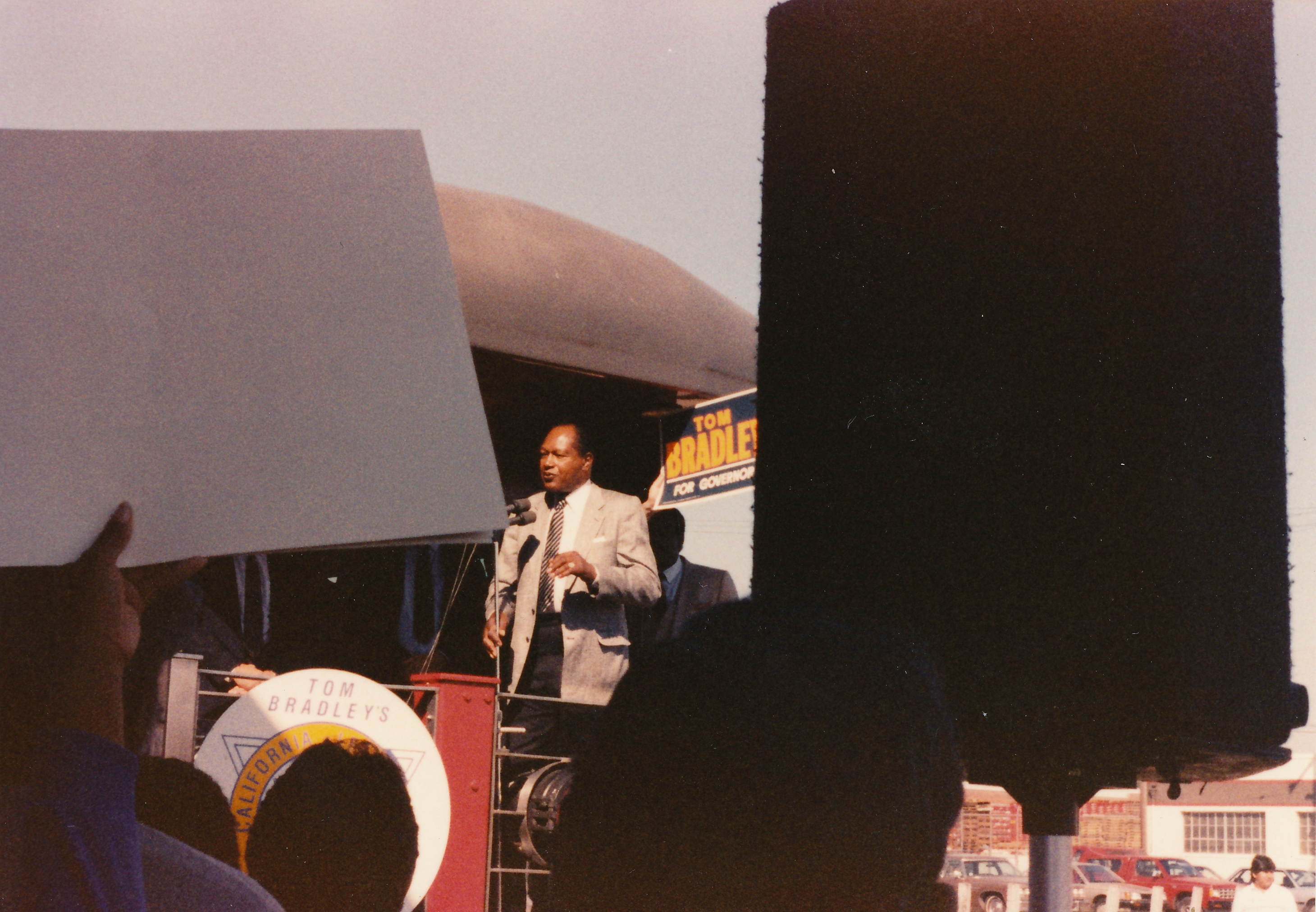
1986년 캘리포니아주지사 선거 운동에서

브래들리는 1982년과 1986년 캘리포니아주지사를 위하여 출마했으나 둘다 공화당 후보 조지 듀크메이전에게 패하였다.  그는 캘리포니아주에서 주지사 공천 후보를 향하는 데 첫 아프리카계 미국인이었다.
1982년 선거는 엄청나게 가까웠다.  브래들리는 선거의 날로 들어가는 투표에서 선두를 달리고 있었고 투표가 종료된 후 첫 몇시간 동안 어떤 뉴스의 조직들은 그를 승자로 예상하였다.  최후적으로 브래들리는 대략 100,000 표, 750만 투표 중 대략 1.2 퍼센트에 의하여 선거를 패하였다.
이러한 상황들은 투표인들이 흑인 후보를 위하여 투표하는 데 결정되지 않았거나 그렇게 할 것이지만 그러고나서 사실상 그의 백인 상대 후보를 투표하는 것을 면접관이나 여론조사원들에게 유권자들이 말하는 경항을 말한 "브래들리 효과"라는 용어를 낳았다.
1986년 브래들리는 61 대 37 퍼센트의 차이에 의하여 다시 듀크메이전에게 주지사 선거를 패하였다.

## 사망
1996년 3월 브래들리는 자신의 차를 몰았던 동안 심근경색으로 쓰러졌고 관상동맥우회로이식술을 견디었다.  이후에 그는 "자신에게 명확히 말할 수 없게 놓은" 뇌졸중을 겪었다.  1998년 9월 29일 그는 사망하였고 그의 시신은 공개 관람용을 위하여 로스앤젤레스 컨벤션 센터에 있었다.  그는 잉글우드 파크 묘지에 안장되었다.

## 같이 보기
- 브래들리 효과

## 역대 선거 결과
| 선거명        | 직책명                           | 대수 | 정당   | 득표율  | 득표수      | 결과 | 당락                     |
| ------------- | -------------------------------- | ---- | ------ | ------- | ----------- | ---- | ------------------------ |
| 1963년 재선거 | 시의원 (로스앤젤레스 제10선거구) | -대  | 무소속 | 62.76%  | 17,760표    | 1위  | 로스앤젤레스 시의원 당선 |
| 1963년 선거   | 시의원 (로스앤젤레스 제10선거구) | -대  | 무소속 | 62.79%  | 17,552표    | 1위  | 로스앤젤레스 시의원 당선 |
| 1967년 선거   | 시의원 (로스앤젤레스 제10선거구) | -대  | 무소속 | 100.00% | 1표         | 1위  | 로스앤젤레스 시의원 당선 |
| 1969년 선거   | 로스앤젤레스 시장                | 37대 | 무소속 | 46.75%  | 392,379표   | 2위  | 낙선                     |
| 1971년 선거   | 시의원 (로스앤젤레스 제10선거구) | -대  | 무소속 | 100.00% | 1표         | 1위  | 로스앤젤레스 시의원 당선 |
| 1973년 선거   | 로스앤젤레스 시장                | 38대 | 무소속 | 56.34%  | 433,473표   | 1위  | 로스앤젤레스 시장 당선   |
| 1977년 선거   | 로스앤젤레스 시장                | 38대 | 무소속 | 59.41%  | 287,927표   | 1위  | 로스앤젤레스 시장 당선   |
| 1981년 선거   | 로스앤젤레스 시장                | 38대 | 무소속 | 63.84%  | 293,501표   | 1위  | 로스앤젤레스 시장 당선   |
| 1982년 선거   | 캘리포니아 주지사                | 35대 | 민주당 | 48.09%  | 3,787,669표 | 2위  | 낙선                     |
| 1985년 선거   | 로스앤젤레스 시장                | 38대 | 무소속 | 67.61%  | 313,318표   | 1위  | 로스앤젤레스 시장 당선   |
| 1986년 선거   | 캘리포니아 주지사                | 35대 | 민주당 | 37.38%  | 2,781,714표 | 2위  | 낙선                     |
| 1989년 선거   | 로스앤젤레스 시장                | 38대 | 무소속 | 51.90%  | 165,599표   | 1위  | 로스앤젤레스 시장 당선   |